# Hnutí za osvobození delty Nigeru

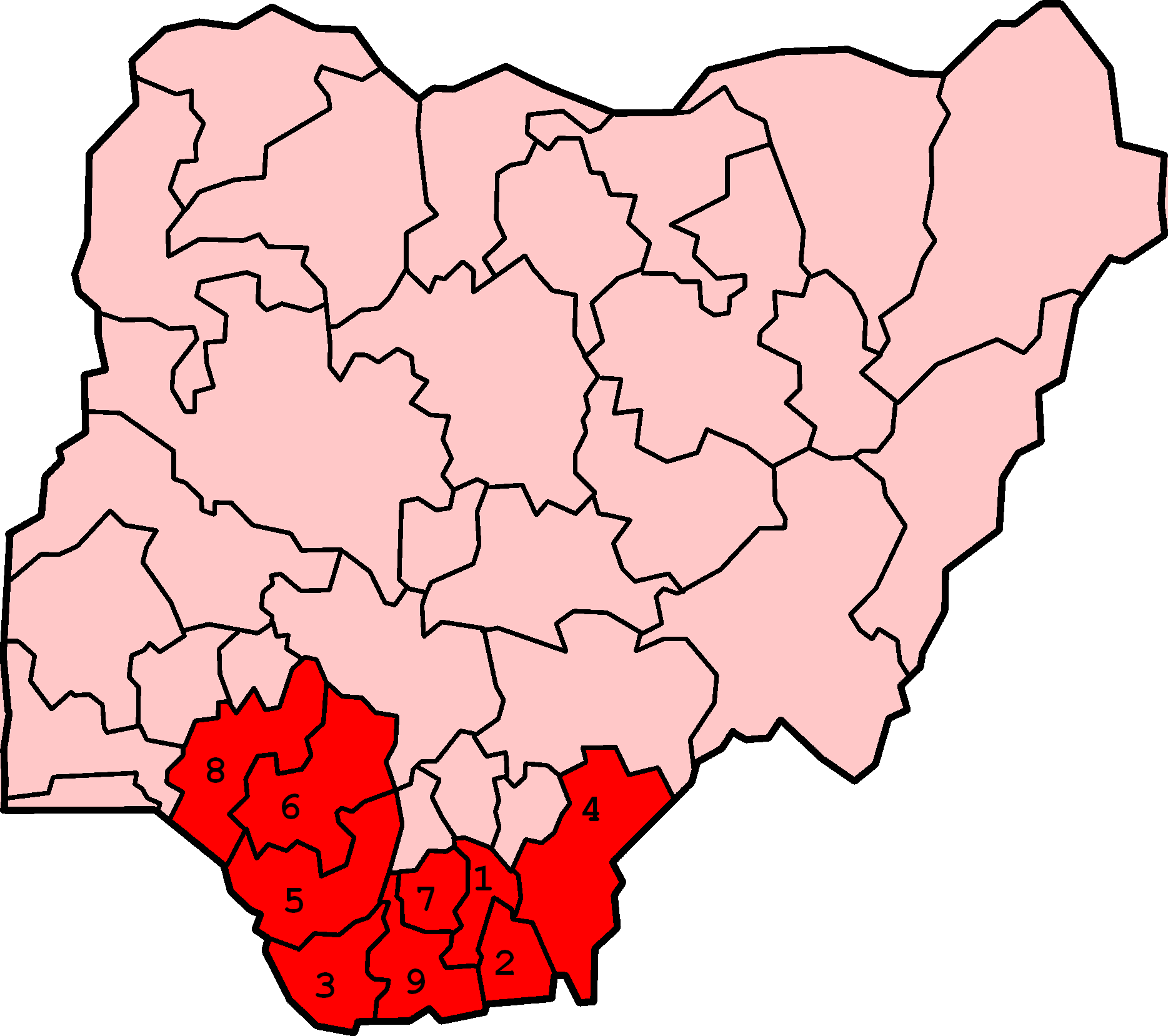
Státy regionu delta Nigeru

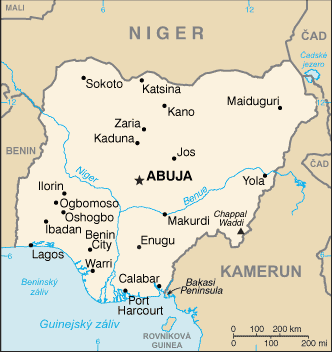
Mapa Nigérie

Hnutí za emancipaci delty Nigeru (angl. Movement for the Emancipation of Niger Delta – MEND) je jedna z největších militantních skupin, působících v jižní části Nigérie v deltě Nigeru. Bojuje hlavně proti vykořisťování a útlaku obyvatel delty Nigeru a devastaci životního prostředí federální vládou a zahraničními nadnárodními společnostmi, zabývajícími se těžbou ropy v deltě Nigeru. MEND je spojováno zejména s útoky na zahraniční vlastníky ropných společností v Nigérii, jako součástí konfliktu v deltě Nigeru, zapájením se do bojových akcí, včetně sabotáží, krádeží, ničení majetku a budov, partyzánské války a únosů.
Cílem MEND-u je decentralizace kontroly nigerijské ropy a zajištění peněz od federální vlády za znečišťování ropným průmyslem. Ten znečišťuje hlavně pobřežní vody, které jsou důležité pro rybolov, hlavní zdroj obživy.
V lednu 2006 MEND v maily varoval ropný průmysl, „ It must be clear that the Nigerian government cannot protect your workers or assets. Leave our land while you can die in it … Our aim is totally destroy the capacity of the Nigerian government to export oil.“ („Musí být jasné, že nigerijská vláda nemůže ochránit vaše pracovníky nebo majetek. Opusťte naši zemi, jinak v ní můžete zemřít… Naším cílem je totálně znemožnit schopnost nigerijské vlády exportovat ropu.“). Zároveň MEND vyzval prezidenta Olusegun Obasanjo k propuštění dvou vězněných lídrů etnické skupiny Ijaw – Mujahid Dokubo-Asari a Diepreye Alamieyesaigha. Propustil je Obasanjov nástupce, prezident Umaru Musa Yar´Adua v roce 2007.

## Počátky problému a souvislosti
Problémy začali, když diktatury v Nigérii podepisovali smlouvy, které vyčlenili zdroje ropy a umístili pod kontrolu nadnárodních společností, jako jsou Chevron Corp. a nejznámější Royal Dutch Shell. Z hlediska MEND a jejich podporovatelů lidi z této oblasti trpí velkou degradací životního prostředí v důsledku nekontrolovaného znečištění produkovaného ropným průmyslem. Lidi žijící v deltě Nigeru se nacházejí v situaci, kde jejich vláda a mezinárodní ropné společnosti vlastní všechnu ropu pod jejich nohama, příjmy z ní jsou však zřídkakdy vidět u lidí, který trpí následky.
Kenneth Roth, výkonný ředitel instituce Human Rights Watch, řekl o situaci: „Ropné společnosti nemohou předstírat, že nevědí, co se kolem nich děje. Nigerijská vláda má samozřejmě primární zodpovědnost za zastavení zneužívání lidských práv. Ale ropné společnosti mají přímo prospěch z těchto surových pokusů potlačit nesouhlas, a to znamená, že mají povinnost pokusit se to zastavit.“ Eghare W. O. Ojhogar, šéf komunity Ugborodo, řekl: „Je to ráj a peklo. Oni mají všechno. My nemáme nic… Pokud protestujeme, pošlou vojáky.“
Během posledních dvaceti let se do opozice proti nespravedlnosti, páchané vládou a ropnými společnostmi, staví různá politická hnutí a aktivisté, většinou nenásilně. Nejznámější aktivista byl Ken Saro-Wiwa, básník pocházející z národa Ogoni, který byl popraven v roce 1995 nigerijskou vládou, mnozí věří tomu, že byl obviněn záměrně neprávem s cílem umlčet jeho vokální odpor k situaci v Nigerii. Militanti v deltě mají širokou podporu lidi z regionu, z nichž většina žije v chudobě navzdory obrovskému bohatství produkovanému v regionu ropou. Na to narážel generálmajor Tamuno z MEND, když říkal: „…lidé, hledající spravedlivý podíl z výnosů. Oni se cítí zbaveni práva rozhodovat, cítí se být odsunuti z dělby „politického koláče“ a to je jejich způsob formulace.“

## Taktika MEND
Útoky MEND zahrnují podstatně sofistikovanější taktiku než předešlý militantní skupiny v deltě Nigeru. Mezi ně patří:
- povstalci používají rychlé motorové čluny; to jim umožňuje velkou obratnost v útocích na cíle; navíc obranné systémy vlády a Shell nedokážou zabránit rozvíjení sítě MEND
- radikální zlepšení palební síly a bojového výcviku; povstalcům to umožňuje kombinace tréninku soukromých vojenských strážců a elitních nigerijských jednotek (byl zajat jeden člen ochranky)
- efektivní využití systémového narušení; cíle byli systematicky a přesně vybrány k celkovému vypnutí produkce a zpoždění a/nebo narušení oprav a taky jsou povstalci jsou efektivní ve vydíraní vlády i mezinárodně.

Povstalci opakovaně útočili bombami na ropovod, co vedlo k nárůstu cen ropy na trhu a taky unášeli zahraniční pracovníky ropných společností.

## Struktura MEND
Podobně jako většina skupin s dlouhým, politicky idealistickým jménem - Dobrovolní jednotky lidu delty Nigeru (NDPVF) nebo Bojovníci za svobodu delty Nigeru (NDFF), se opírá o skupiny bojovníků z komunit po celé deltě, etnických milicí na západě a sekt (částečně zasahuje do NDPVF nebo Bdělý delty Nigeru) na východě. Hnutí tvoří lídři pro každý ze tří hlavních států, z nichž každý má ještě zástupce. Flexibilní struktura MEND umožňuje tranzitní kanál zbraní a prostředků přes deltu do regionů kde se soustřeďují operace. Od sekt a milicí se liší tím, že únosy MEND jsou motivovány spíše publicitou než výkupným (i když peníze často změní pána) a především tím, že snaží sjednotit všechny národy v deltě a jeho boj tak má sociální, nikoli etnický charakter.

## Chronologie vybraných útoků a aktivit MEND

### 2006
- devět úředníků italské rafinerie Eni SpA bylo zabito, když ozbrojení členové MEND zaútočili na bezpečnostní jednotky v Port Harcourt
- MEND vydal zprávu, týkající se pracovníků ropných společností: „Buďte jsi jisti, že rukojmí jsou bráni jako naši hosté … rukojmí jsou v dobrém zdravotním stavu.“
- 10. 5. 2006 byl v Port Harcourt zastřelen Baker Hughes, výkonný ředitel americké ropné základně v Nigérii
- 2. 6. 2006 byla napadena norská pobřežní vrtná souprava a 16 členů bylo uneseno; podle agentury REUTERS, MEND nepřiznala odpovědnost za útok
- 20. 8. 2006 bylo zabito nigerijskou armádou 10 členů MEND
- 2. 10. 2006 bylo zabito 10 nigerijských vojáků, když na jejich hlídkový člun vystřelili militanti z minometu
- 3. 10. 2006 militanti unesli 4 Skoty, Malajsijce, Indonésana a Rumuna z baru ve státě Akwa Ibom
- 4. 10. 2006 nigerijský vojáci napadli militantní tábor, v boji bylo zabito 9 nigerijských vojáků
- 22. 11. 2006 nigerijským vojákům se nezdařila záchrana unesených dělníků, jeden voják zahynul

### 2007
- 7. 2. 2007 byla v Port Harcourt unesena filipínská žena; jde o vůbec první případ únosu ženy v téhle oblasti